# Скриминг
Скри́минг, или скрим (от англ. scream «крик») — вокальный приём, основанный на технике расщепления и являющийся неотъемлемой частью рок-музыки. В западной вокальной исполнительской практике выделяют несколько видов скриминга.
Сам термин обозначает лишь высоту издаваемого звука и не является названием техники.

## Характеристика
Согласно А. Федорцовой (1983), скриминг основан на технике расщепления. Во время скриминга голосовые связки смыкаются/сжимаются и перестают вибрировать, после чего голос делится надвое: тональный звук и шумный крик. Во время этого гортань сужена как при глотании, рот широко открыт, а кадык приподнят. Лев Борисович Рудин утверждает, что в основе скриминга лежит свистковый регистр и, что именно благодаря этому скриминг имеет свою звуковысотность и насыщенность. Также он утверждает, что скриминг «обладает высокочастотными обертонами».
Скриминг может быть выполнен на вдохе (англ. inhale) или же выдохе (англ. exhale), что приводит к двум разным результатам. Во время скриминга на выдохе происходит сильная вибрация горла и голосовых связок, чего не наблюдается во время скриминга на вдохе.
Скриминг является неотъемлемым компонентом таких направлений рок-музыки, как хеви-метал, панк- и хард-рок, металкор, дэткор, пост-хардкор, блэк-метал и грайндкор. В пример вокалистов, которые используют данный приём, можно привести следующих: Джаред Лето (Thirty Seconds to Mars), Честер Беннингтон (Linkin Park), Мэрилин Мэнсон (Marilyn Manson), Майкл Барнс (Red), Ольга Кормухина, Александр Маршал и Егор Летов (Гражданская Оборона, Коммунизм, Чёрный Лукич, Пик Клаксон).

## Разновидности

### Гриминг
Гриминг, или грим (от англ. grim «мрачный, зловещий») — вид скриминга, звучащий более сипло и низко, спокойнее, чем типичный скриминг, без истеричности, по способу извлечения схож со штробасом. Напоминает чтение мрачных заклинаний и создаётся исключительно вибрацией связками в расслабленном состоянии. Употребляется в основном в блэке и дарк-метале. Типичные представители — вокалисты групп Immortal, Motionless in White, Dimmu Borgir, Satyricon, в некоторых песнях Cradle of Filth (например, в The Death of Love). 
Высоко звучащий грим с более сильным напором воздуха, напоминающий карканье вороны (англиц. кроук от croak «карканье»), можно услышать у вокалистов норвежских блэк-металлических групп Immortal, Dimmu Borgir, Carpathian Forest и Mayhem Ольве «Аббата» Эйкему, Роджера «Наттефроста» Расмуссена и Свена Эрика «Маньяка» Кристиансена, соответственно. В мелодик-дэт-метале представитель «каркающего» вокала — вокалист финской группы Eternal Tears of Sorrow Алтти Ветеляйнен.

### Шрайк
Шрайк, или шрай (от англ. shriek и нем. Schrei «вопль») — разновидность экстремального вокала, напоминает сорванный голос или вой волка. Делается с меньшим расщеплением связок, чем при обычном скриминге. Употребляется в блэк-метал. Первым исполнителем был Варг Викернес, создатель и единственный участник норвежской группы Burzum. Типичные представители — группы Austere, Urfaust, Wigrid, Silencer, Aaskereia, Мэрилин Мэнсон и иногда встречается в ню-метал-группе Korn.

### Скримо
Скримо, или фальцетный скриминг — разновидность скриминга, встречающаяся в кор-направлениях.

### Харш
Харш (от англ. harsh «хриплый», «резкий», «грубый») — разновидность скриминга, суть которой заключается в формировании обычного, но лишённого ярких тембров голоса с помощью плотно сомкнутых ложных связок. В качестве примера можно привести таких вокалистов, как Чед Грей (Mudvayne), Кори Тейлор (Slipknot) и Том Арайа (Slayer).

### Фолскорд
Фолскорд (от англ. false cords «ложные связки»), раньше фаер (от англ. fire «огонь») — приём экстремального вокала, суть которого заключается в искажении голоса с помощью сомкнутых резонирующих (вибрирующих) ложных связок. Фолскорд в той или иной форме можно услышать почти во всех направлениях поп-музыки, но чаще всего он встречается в тяжёлой музыке. К известным исполнителям фолскорда можно отнести Джеймса Хэтфилда (Metallica), Чака Шульдинера (Death), Алиссу Уайт-Глаз (Arch Enemy), Тома Уэйтса, Рэнди Блая (Lamb of God), Фила Ансельмо (Pantera, Down) и Жюля Нэвери (Profane Omen).

### Фрай-скриминг
Фрай-скриминг, фрай (от англ. fry «жареный»), или хит (от англ. heat «тепло», «жар») — приём экстремального вокала, суть которого заключается в формировании скрипучего или хриплого голоса с помощью сомкнутых вибрирующих голосовых связок. По сути, фрай-скриминг — крик штробасом, с использованием диафрагмального дыхания. Фрай в основном используется в металкоре. В качестве примера можно привести такие коллективы, как Atreyu, Black Bomb A, Killswitch Engage и Unearth.

### Гибридный скриминг
Согласно Мелиссе Кросс, гибридный скриминг представляет собой пение со скрежетом. Во время гибридного скриминга передняя и медиальная части голосовых связок вибрируют, извлекая звук с определённой высотой и апериодический шум одновременно. Данный вид скриминга можно услышать в композиции «Love, Reign o'er Me» в исполнении The Who.

## См.также
- Горловое пение